# Hydra plagiodesmica
Hydra plagiodesmica är en nässeldjursart som beskrevs av Dioni 1968. Hydra plagiodesmica ingår i släktet Hydra och familjen Hydridae. Inga underarter finns listade i Catalogue of Life.